# Jake Sawatzky
Pour les articles homonymes, voir Sawatzky.
Jake Sawatzky (né en 2000) est un homme politique canadien en Colombie-Britannique.
Il est député de la circonscription fédérale britanno-colombienne de New Westminster—Burnaby—Maillardville à la Chambre des communes depuis 2025 sous la bannière du Parti libéral du Canada.

## Biographie

### Premières années et formations
Né à Surrey dans le Grand Vancouver,, Sawatzky tien son nom de son grand-père mennoniste, Jacob Sawatzky, qui quitte l'Ukraine stalinienne et devient par la suite professeur de physique au Canada. Il complète un baccalauréat en science et neuroscience de l'université de la Colombie-Britannique (UBC) en 2024. Au cours de sa dernière année d'études, il parvient à décrocher le rôle de vice-président de la société Alma Mater Society (en) de l'UBC,. Il est également membre de la fraternité Beta Theta Pi (en).
Sawatzky réalise aussi un master en conseiller psychologique de l'université Trinity Western à Langley au moment de son élection,.

### Carrière politique
Au moment de son élection en 2025 contre le député néo-démocrate de longue date Peter Julian, Sawatzky fait partie des quatre premiers députés nés au 21e siècle aux côtés de Fares Al Soud (en), Tatiana Auguste et Amandeep Sodhi.

### Philanthropie
Président de Drop the Puck for Mental Health qui organise un tournoi annuel de hockey pour lever des fonds pour l'Association canadienne pour la santé mentale, il cofonde également We Outside qui œuvre dans les réservations pour des concerts.